# Римски кастел (Ново Село)
Римски кастел је археолошко налазиште које се налази у месту Ново Село, општина Вучитрн, које се датује у период између 200. и 1500. године.
У засеоку Срниште, на месту званом Горњи Јоргован откривени су остаци керамике из средњовековног периода и камене плоче са остацима малтера и топљене руде, као и масивни зидани темељи и камено зидано огњиште које је могло да служи за топљење руде.
На узвишењу у близини места где су отркивени налази, уочени су темељи цркве.